# Mitteleuropa-Rallye
Central Europe Rally a fost o cursă de anduranță tip rally raid în România și Ungaria. [1] A avut loc în 2008 ca înlocuitor al anulului Raliului Dakar din anul 2008. [2] A fost organizată de Organizația de Sport Amaury
Raliul a început la 20. aprilie 2008, la Budapesta, și a avut un traseu lung de 2671 km prin România și înapoi în Ungaria, unde s-a încheiat pe 26 aprilie 2008, la lacul Balaton. 238 de echipaje au luat parte la acest eveniment. Organizatorul raliului Szalay Balázs, în același timp, a participat la raliu pe un Opel Antara.
Central Europe Rally a fost primul eveniment din noul campionat Dakar Series, fondat pe 4 ianuarie 2008 de Amaury Sport Organisation.

## Etapi și câștigători
| Etapa              | Data                                           | Start                                          | Sosire                                         | Speciala                                       | Legătură                                       | Total      | Câștigător etapa | Câștigător etapa | Câștigător etapa                        | Câștigător etapa |
| ------------------ | ---------------------------------------------- | ---------------------------------------------- | ---------------------------------------------- | ---------------------------------------------- | ---------------------------------------------- | ---------- | ---------------- | ---------------- | --------------------------------------- | --- |
| Sâmbată 19 aprilie | Technische und administrative Tests in Ungaria | Technische und administrative Tests in Ungaria | Technische und administrative Tests in Ungaria | Technische und administrative Tests in Ungaria | Technische und administrative Tests in Ungaria | Motorräder | Quads            | Automobile       | Trucks                                  | |
| 1                  | Duminică 20 aprilie                            | Ungaria                                        | România                                        | 63 km                                          | 468 km                                         | ;6531 km   | Spania           | Ungaria          | Spania Franța                           | Țările de Jos · Belgia · Țările de Jos |
| 2                  | Luni 21 aprilie                                | România                                        | România                                        | 152 km                                         | 148 km                                         | 292 km     | Franța           | România          | Statele Unite ale Americii Regatul Unit | Țările de Jos · Belgia · Țările de Jos |
| 3                  | Marți 22 aprilie                               | România                                        | Ungaria                                        | 152 km                                         | 285 km                                         | 437 km     | Slovacia         | România          | Africa de Sud Germania                  | Cehia |
| 4                  | Miercuri 23 aprilie                            | Ungaria                                        | Ungaria                                        | 150 km                                         | 430 km                                         | 580 km     | Franța           | Franța           | Spania Franța                           | Țările de Jos · Belgia · Țările de Jos |
| 5                  | Joi 24 aprilie                                 | Ungaria                                        | Ungaria                                        | 210 km                                         | 107 km                                         | 317 km     | Franța           | Ungaria          | Spania Franța                           | Țările de Jos · Belgia · Țările de Jos |
| 6                  | Vineri 25 aprilie                              | Ungaria                                        | Ungaria                                        | 210 km                                         | 107 km                                         | 317 km     | Franța           | Franța           | Spania Franța                           | Țările de Jos · Belgia · Țările de Jos |
| 7                  | Sâmbată 26 aprilie                             | Ungaria                                        | Ungaria                                        | 155 km                                         | 42 km                                          | 197 km     | Slovacia         | Franța           | Spania Franța                           | Niederlandelegătură=Hans_Stacey\|20x20px\|Niederlande Hans Stacey Belgienlegătură=Eddy_Chevaillier\|20x20px\|Belgien Eddy Chevaillier Niederlandelegătură=Bernard_der_Kinderen\|20x20px\|Niederlande Bernard der Kinderen |
| Total:             | 1092 km                                        | 1579 km                                        | 2671 km                                        |                                                |                                                |            |                  |                  |                                         | |

## Rezultate

### Motociclete
| Clasament | Nr. Start | Concurent                  | Echipa                 | Moto          | Timp      |
| --------- | --------- | -------------------------- | ---------------------- | ------------- | --------- |
| 1         | 3         | Franța                     | Team Kastle KTM        | KTM 690 Rally | 12h21"14" |
| 2         | 10        | Chile                      | Team Movistar KTM      | KTM 690 Rally | 12h24'12" |
| 3         | 14        | Franța                     | Team KTM - Toni - Togo | KTM 690 Rally | 12h40'53" |
| 4         | 57        | Spania                     | Burn Team              | Yamaha 450    | 12h42'34" |
| 5         | 1         | Franța                     | Team Red Bull KTM      | KTM 690 Rally | 12h44'04" |
| 6         | 7         | Spania                     | Team KTM Respol        | KTM 690 Rally | 12h49'11" |
| 7         | 4         | Norvegia                   | Team Scandinavia       | KTM 690 Rally | 13h05'58" |
| 8         | 6         | Letonia                    | Team JV Moto Team Riga | KTM 690       | 13h12'16" |
| 9         | 17        | Statele Unite ale Americii | Team Top Rally Panam   | KTM 690       | 13h18'46" |
| 10        | 8         | Slovacia                   | Environ Team           | KTM 530 EXC   | 13h18'48" |

### Atv-uri
| Clasament | Startnr. | Concurent | Echipa                    | ATV                     | Timp      |
| --------- | -------- | --------- | ------------------------- | ----------------------- | --------- |
| 1         | 118      | Franța    | Team Xtreme Plus          | Polaris Outlaw 525      | 14h36'55" |
| 2         | 113      | Franța    | Team Quad Aventures       | Yamaha Raptor 700       | 15h05'47" |
| 3         | 116      | Slovacia  | Quad Extrem Slovakia Team | Polaris Outlaw          | 15h37'24" |
| 4         | 119      | Franța    | Team Xtreme Plus          | Polaris Scrambbler 500E | 16h37'03" |
| 5         | 123      | România   | Team Dakar Romania        | Yamaha Raptor 700       | 17h19'53" |
| 6         | 128      | Ungaria   | Polaris Outlaw 525        | 17h37'34"               |           |
| 7         | 121      | Franța    | Team MD Rallye Sport      | Can-Am ATV              | 17h40'27" |
| 8         | 130      | Ungaria   | Bombardier Quest DS650    | 17h42'15"               |           |
| 9         | 114      | Spania    | Team Quads & Bikes        | Honda TRX 680 Rincon    | 18h00'27" |
| 10        | 115      | Italia    | Team MD Rallye Sport      | Polaris Outlaw 525 IRS  | 18h43'45" |

### Automobile
| Clasament | Startnr. | Concurent | Echipa                          | Auto                      | TImp      |
| --------- | -------- | --- | ------------------------------- | ------------------------- | --------- |
| 1         | 201      | Spania Franța | Team Volkswagen Motorsport 1    | Volkswagen Race Touareg 2 | 11h18'08" |
| 2         | 200      | Franța | Team Repsol Mitsubishi Ralliart | Mitsubishi Pajero EVO     | 11h20'09" |
| 3         | 213      | Germania | Team Volkswagen Motorsport 1    | Volkswagen Race Touareg 2 | 11h24'42" |
| 4         | 202      | Franța | Team Repsol Mitsubishi Ralliart | Mitsubishi Pajero EVO     | 11h25'36" |
| 5         | 209      | Portugalia Germania | Team Lagos                      | Volkswagen Race Touareg 2 | 11h51'53" |
| 6         | 211      | Franța | Team X-Raid                     | BMW X3 CC                 | 12h04'38" |
| 7         | 218      | Statele Unite ale Americii | Team Dakar USA                  | Hummer H3                 | 12h14'10" |
| 8         | 215      | Franța | Team S.M.G.                     | Buggy SMG                 | 12h25'16" |
| 9         | 245      | Cehia Tschechienlegătură=Vladimír_Nemajer\|chenar\|18x18px\|Tschechien Vladimír Nemajer                                                                           | Team Offroadsport CZ            | Mitsubishi L200           | 12h30'27" |
| 10        | 212      | Vereinigte Staatenlegătură=Robby_Gordon\|20x20px\|Vereinigte Staaten Robby Gordon Vereinigte Staatenlegătură=Andy_Grider\|20x20px\|Vereinigte Staaten Andy Grider | Team Dakar USA                  | Hummer H3                 | 12h43'46" |

### Camioane
| Concurent | Startnr. | Concurent                              | Echipa                     | Camion           | Timp      |
| --------- | -------- | -------------------------------------- | -------------------------- | ---------------- | --------- |
| 1         | 400      | Țările de Jos · Belgia · Țările de Jos | Team MAN With a Mission 2  | MAN TGS          | 11h43'20" |
| 2         | 402      | Țările de Jos                          | Team Ginaf Rally Power     | Ginaf X-2222     | 12h17'03" |
| 3         | 401      | Cehia                                  | Loprais Tatra Team         | Tatra 815-2      | 12h36'38" |
| 4         | 419      | Cehia                                  | Team Tedom Truck           | Liaz 151154      | 13h11'02" |
| 5         | 421      | Italia                                 | Team Motorsport Italia SRL | Iveco Trakker    | 13h11'47" |
| 6         | 418      | Țările de Jos                          | Team Vink Rallysport       | Ginaf X-2222     | 13h25'07" |
| 7         | 406      | Spania                                 | Epsilon Team               | Mercedes 1844 AK | 13h33'24" |
| 8         | 405      | Țările de Jos · Belgia · Țările de Jos | Team MAN With a Mission 2  | MAN TGA          | 13h33'57" |
| 9         | 423      | Ungaria                                | Team RTL Motorsport Klub   | MAN M2000L       | 13h34'37  |
| 10        | 409      | Germania                               | Team MAN With a Mission 2  | MAN TGS          | 13h37'03" |